# Вершинин, Виктор Иванович
Виктор Иванович Вершинин (5 октября 1929 — 26 июля 2001) — почётный гражданин Братска, председатель исполкома Братского городского Совета депутатов трудящихся (1961—1971).

## Биография
После окончания Поволжского лесотехнического института в 1952 г. был направлен на работу в г. Братск, где начал работать в комбинате «Братсклес» на инженерной должности. В 1961 году В. И. Вершинин избирается председателем исполкома Братского городского Совета депутатов трудящихся и в течение 10 лет работал в этой должности.
В период работы Виктора Ивановича в должности председателя горисполкома особенно бурно развивалось городское строительство. Введено в эксплуатацию сотни тысяч квадратных метров жилья, построено множество зданий, начиная от здания Братского филиала Иркутского политехнического института до гостиниц «Турист» и «Тайга».
При непосредственном участии В. И. Вершинина заложены основы сегодняшней инфраструктуры г. Братска.

## Награды
В. И. Вершинин награждён орденом «Знак Почета», многими медалями.
Почетный гражданин г. Братска с 1.12.1995 г.